# Nedra
Nedra is een geslacht van vlinders van de familie Uilen (Noctuidae), uit de onderfamilie Hadeninae.

## Soorten
- N. dora Clarke, 1940
- N. goniosema Hampson, 1909
- N. hoeffleri Clarke, 1940
- N. ramosula Guenée, 1841
- N. stewarti Grote, 1875